# Lepajan montanus
Lepajan montanus là một loài nhện trong họ Anyphaenidae.
Loài này thuộc chi Lepajan. Lepajan montanus được Arthur Merton Chickering miêu tả năm 1940.